# Jean Donnay
Pour les articles homonymes, voir Donnay.
Jean Donnay, né le 31 mars 1897 à Cheratte dans la province de Liège, où il meurt le 31 juillet 1992 (ou le 2 août 1992 selon certaines sources), est un graveur, peintre, aquarelliste et dessinateur belge. Il est aussi professeur à l'Académie royale des beaux-arts de Liège de 1931 à 1962, et brièvement directeur intérimaire de cette même institution de 1961 à 1962.

## Biographie

### Jeunesse et formation (1897-1918)
Jean Donnay est né à Sabaré, un hameau de Cheratte, près de Liège, le 31 mars 1897,,,,,,,,,,,. Son père est armurier à domicile,,, et plus concrètement il est basculeur, son travail consistant à tailler le mécanisme du fusil à la lime et au burin hors d'un bloc de métal. Bien que fin artisan, il n'est pas un artiste et n'a aucune disposition pour le dessin. Jean Donnay, par contre, montre une passion pour le dessin dès son plus jeune âge, et effectue des dessins reproduisant des images d'Épinal qu'il échange contre des billes à l'école. Lors de l'avènement au trône du Roi Albert Ier en 1909, l'instituteur de l'école primaire où il se rend, Max Colleye, l'encourage à dessiner la famille royale, et envoie deux dessins « au crayon noir » (un portrait du nouveau roi et un portrait de la famille royale) au Palais royal avec les vœux de l'école,,,. La cour remercie l'école et envoie une gratification de 25 francs au jeune dessinateur, ce qui fait grand bruit dans le petit village,,,. Ce même instituteur envoie ensuite des dessins de Jean Donnay à un avocat de sa connaissance, M. Lohest, qui à son tour les envoie à Méry chez son ami Auguste Donnay pour connaître l'opinion de l'artiste,. Il en résulte que, dès octobre 1910, Auguste Donnay le prend sous sa tutelle au cours d'art décoratif de l'Académie des beaux-arts de Liège comme une faveur spéciale car il faut « avoir fait trois ans de dessin pour y entrer »,,. Jean Donnay est alors à peine âgé de 13 ans.
Il commence donc en 1910 ses études à l'Académie des beaux-arts de Liège, où il est l'élève, outre d'Auguste Donnay, d'Adrien de Witte, François Maréchal, Émile Berchmans et Évariste Carpentier,,,,,,,,,. Il poursuit ses études jusqu'en 1914, année où il obtient la médaille du cours d'Art Décoratif,,. Les cours à l'Académie des beaux-arts de Liège sont interrompus cette même année quand éclate la Première Guerre mondiale. Jean Donnay n'a plus de moyen de locomotion, et plus aucun armurier ne travaille à Cheratte, ce qui compromet la situation économique de sa famille.
Après six mois, il apprend que les cours ont repris et se rend à pied, farde à la main, jusqu'à l'Académie avec l'intention de montrer ses croquis à Auguste Donnay. Il y arrive après trois heures de marche et y rencontre le directeur de l'institution, François Maréchal, qui lui demande de laisser sa farde et de venir la reprendre la semaine suivante,. Vu la carence de moyen de locomotion, Jean Donnay pense retourner chercher sa farde après quelques semaines. À sa surprise, il voit arriver chez ses parents à Cheratte, à peine quinze jours plus tard, François Maréchal qui vient accompagné de son épouse Victorine Deguée et de l'ancien échevin des Beaux-Arts de la ville de Liège Alfred Micha. François Maréchal vient demander à ses parents de le laisser reprendre les cours à l'Académie,. Il a entretemps présenté et vendu des croquis et aquarelles du jeune artiste à des amateurs d'art de sa connaissance. Alfred Micha, quant à lui, vient lui commander plusieurs portraits.
Jean Donnay reprend les cours à l'Académie et s'installe chez d'autres parents qui résident rue Grétry. Les commandes de portraits qu'il reçoit durant cette période lui permettent de subvenir à ses besoins. Il poursuit ses cours de 1915 à 1918, et y étudie la peinture chez Évariste Carpentier et le dessin chez Adrien de Witte,. Il côtoie durant ses études de futurs artistes comme Auguste Mambour, Luc Lafnet, Edgar Scauflaire, Ernest Forgeur et Jef Lambert,. Il commence à réaliser ses premières gravures dès 1916,. Il suit de 1916 à 1918, en plus de ses cours à l'Académie et sur recommandation de François Maréchal, les cours de culture générale à l'École Normale de Jonfosse,,.

### Collaboration avec François Maréchal et début de carrière artistique (1918-1931)
Il obtient en 1920 le prix Léopold Donnay,,,, de peinture doté d'une valeur de mil francs. Grâce à la bourse, il effectue un séjour à Paris puis se rend à Marseille où il rejoint François Maréchal. Il doit interrompre ce voyage quand il est mobilisé pour son service militaire et caserné à Anvers pendant un an. En 1921, Alfred Micha, président et fondateur du Cercle des Beaux-Arts de Liège, organise la première exposition personnelle de Jean Donnay. Malheureusement il ne peut y assister car il est rappelé à Malines, mobilisé à cause de la grève des chemins de fer. Cette même année, il est inscrit au cours de gravure ouvert à l'Académie des Beaux-Arts de Liège par François Maréchal,,. Il réside chez ce dernier pendant un an et l'assiste comme élève libre. Il collabore avec le journal l'Express, fournissant un dessin politique chaque semaine. Il travaille également à son compte dans une loge à l'Académie, sorte de petit atelier auquel il avait droit en tant qu'ancien élève. Il acquiert enfin sa propre presse en 1925, ce qui lui permet d'imprimer ses eaux-fortes sans devoir passer par l'Académie,,. Il l'a achetée à Paris et doit organiser le transport jusqu'à Liège par chemin de fer. La presse, une fois montée, pèse plus de deux tonnes.
Il reçoit le prix Triennal de peinture en 1923, qui est doté d'une bourse de mil francs,,. Avec ces fonds il effectue un voyage d'études à Rouen, où il réalise et expose plusieurs eaux-fortes. Il expose à la Galerie Dietrich de Bruxelles en 1925, reçoit le prix Marie de gravure en 1926 puis le prix du Trianon, décerné par la Section liégeoise des Amis de l’art wallon, en 1928. En 1929, il est invité du groupe Les Taches d'encre à Marseille et obtient un diplôme d’honneur de première classe à l'Exposition internationale de Barcelone,,,,,,. En 1930, il est nommé chevalier de l’ordre de la Couronne.
Durant cette période, il voyage de façon régulière à Paris, où il expose des gravures à la Galerie Fabre-Bénézit en 1926, 1928 et 1931,,,,,,. Les critiques parisiens reçoivent positivement les expositions de Jean Donnay,. Arsène Alexandre écrit dans Le Figaro du 1er janvier 1931 au sujet de sa suite de 14 gravures du Chemin de Croix : « Jean Donnay, ce jeune graveur belge de qui nous avons signalé déjà plus d'une fois les débuts, le labeur et les progrès, vient de terminer une œuvre qui le classe définitivement parmi les maîtres. » Pourtant les ventes ne suivent pas et Jean Donnay écrit dans une lettre à monsieur Hariga le 21 janvier 1931 : « L'exposition à Paris a bien marché, surtout au point de vue moral. Car les affaires là-bas sont ultra-moches [...]. »
En 1931, il visite, en qualité de boursier du gouvernement et invité par le marchand d'art J.H. De Bois, toute la Hollande,,,,. Il s'y intéresse particulièrement aux gravures de Rembrandt, et commente à propos de ce dernier : « Entre Haarlem et Amsterdam, le paysage familier à Rembrandt reste fort proche de ce qu'il était alors. [...] De plus, chaque fois que j'ai retrouvé ses traces (de Rembrandt), je l'ai marqué par une gravure : Leyde où il est né, Sa maison, L'église où il est enterré. ».

### Carrière à l'Académie royale des beaux-arts de Liège (1931-1962)
En 1931, Jean Donnay est nommé professeur de gravure à l'Académie royale des beaux-arts de Liège, remplaçant François Maréchal,,,,,,,,,,. Initialement l'idée d'appartenir au corps enseignant ne l'a pas enthousiasmé, de sorte qu'il a refusé de présenter sa candidature durant deux années, mais le père de l'artiste l'apprend et le convainc d'accepter. Jean Donnay ne le regrette pas, même s'il interprète son rôle de professeur comme une collaboration avec ses élèves : il leur laisse une ample marge d'initiative et tente de leur ouvrir l'esprit en dialoguant sur leur vision de l'art et en leur conseillant certaines lectures. Il tente de former des artistes, pas seulement des techniciens.
Jean Donnay tombe gravement malade, atteint de tuberculose pulmonaire, en 1950. Il doit séjourner au sanatorium d’Eupen, subit une grave opération et ne travaille presque plus jusqu'à sa guérison en 1953,,. Il ne réalise que cinq œuvres en 1949, aucune en 1950 et 1951, sept en 1952 et huit en 1953. Georges Comhaire le supplée à l'Académie de 1951 à 1954. En 1961, il est nommé directeur intérimaire de l'Académie royale des beaux-arts de Liège,,,,, où Georges Comhaire lui succède comme professeur à l'atelier de gravure. Il abandonne le poste de directeur intérimaire en 1962 et prend sa retraite,,,,,.
Durant cette période, Jean Donnay est membre, parfois fondateur, ou invité de divers regroupements d'artistes : membre fondateur du groupe français Le Trait en 1935 ; invité des Artistes Rouennaix en 1937 ; invité de la Jeune Gravure Contemporaine à Paris en 1938 ; cofondateur en 1949 du groupe d'art 10 Pointes et Brosses à Liège avec José Delhaye, Robert Liard, Georges Comhaire, Joseph Zabeau, Flory Roland, Jean Debattice, Albert Lemaître, Marceau Gillard, et Edgar Scauflaire ; et invité de la société L'Estampe à Paris en 1951,,,,,,.
Il est lauréat du prix de gravure de la province de Liège en 1946,,,,, et le Musée des beaux-arts de Liège lui consacre une grande rétrospective en 1957,,, exposition qui réunit 205 de ses œuvres (175 gravures et 30 peintures),,.

### Retraite et dernières années (1962-1992)
Il reçoit le prix septennal de la Province de Liège en 1972, et l'âge avançant, il ne grave plus beaucoup, mais continue de peindre et de dessiner,. En 1973, Jean Donnay est membre de la classe des Beaux-Arts de l'Académie royale de Belgique,,. En 1984, il nommé grand officier de l’Ordre de Léopold. Il quitte de moins en moins Cheratte où il meurt le 31 juillet 1992, (ou le 2 août 1992, selon certaines sources). Il est inhumé au cimetière de la commune (Cheratte-Haut).

## Œuvre

### Style et techniques artistiques
Jean Donnay est un peintre, aquarelliste, dessinateur mais surtout graveur (principalement aquafortiste) qui tire son inspiration des images de la vie quotidienne, des sites industriels opprimant l'homme, des thèmes religieux et bibliques, et des paysages de son terroir,,,. Jean-François Dechesne le décrit avec justesse: « Artiste figuratif, il tire son inspiration des sites industriels et des sombres machines écrasant l'homme, de thèmes religieux et notamment bibliques qu'il inscrit dans des paysages familiers de sa région et enfin et surtout de l'amour sans faille qu'il voue à son pays natal, la Basse-Meuse et ses environs. [...] La Meuse vue des hauteurs de Cheratte ou de Sabaré, vastes paysages, arbres, ruisseaux, modestes habitations rurales, champs où s'activent les paysans, tout un petit monde d'agriculteurs avec leurs charrues, rouleaux et autres herses, portraits de famille et de familiers sont autant de gages précieux de l'attachement indéfectible de Jean Donnay à son terroir [...]. »

### Gravures
Au cours de sa longue carrière de graveur, Jean Donnay a pratiqué toutes les techniques de l’estampe : gravure au burin, vernis mou, pointe sèche, aquatinte, plume et sucre, gravure sur bois et enfin, l’eau-forte, qui restera sa technique de prédilection,. Il le confirme dans un entretien avec Jean Otten en juin 1979: « Ma technique préférée est l'eau-forte, cette technique se rapproche de la spontanéité du dessin et me permet de mieux m'exprimer et de saisir la nature sur le vif. J'ai d'ailleurs réalisé beaucoup de planches comme si je faisais des croquis, en les gravant directement sur place. » Pierre Colman offre quelques précisions: « Il était capable de graver debout, devant ses élèves (dont Léon Wuidar, qui l’a raconté quarante ans après avoir été un témoin admiratif) ou devant un paysage (encore enfant, Walthéry, le dessinateur de bandes dessinées, issu du même terroir, l’a vu à l’oeuvre) ; la plaque dans la main gauche, la pointe dans la droite, griffant le vernis, non le métal, comme on le répète. Lors de l’impression, il a longtemps aimé les "cuisines" que réprouvent les puristes. Il s’abstenait volontiers de polir les matrices, qu’il préparait lui-même, car il appréciait le grisé qu’il obtenait ainsi. Des matrices en zinc, et non pas en cuivre, comme on le lit si souvent ; le coûteux métal rouge ne s’imposait que pour les tirages relativement considérables, comme ceux des illustrations d’éditions bibliophiliques. »
Les gravures que Jean Donnay réalise entre 1920 et 1930 sont de grandes planches fortement expressives où il manie habilement le clair-obscur et démontre une technique remarquable,,,,. Il y dépeint la beauté tragique des paysages industriels de Liège, la foule qui gronde, les ports, les architectures qui l’ont marqué lors de ses voyages (surtout Rouen et Paris), l’effort des hommes mais aussi des thèmes religieux et mythologiques,,,. Comme le décrit Jules Bosmant : « C’est l’époque des grandes planches dramatiques, des formats géants, des motifs lyriques et grouillants, des Paphnuce le stylite (80 x 60 cm), de l’Émeute (58 x 80 cm), de Plutarque (48 x 63 cm). […] L’effet expressif passe avant le rendu plastique, le noir n’est plus un moyen, mais un but. » L'artiste n’a jamais caché son admiration pour Rembrandt : « Rembrandt est mon artiste préféré, il correspond mieux à ma nature que les italiens, même les plus grands, ceux-ci sont plus théâtraux, moins humains et moins profonds que Rembrandt. » L’influence de ce dernier est évidente sur les travaux qu’il réalise durant cette période,,,.
Charles Delchevalerie commente l'œuvre de cette époque dans l'Express du 13 avril 1927 en ces termes : « De notre temps il traduit en images d’une forte et sobre éloquence les aspects mythiques et grandioses, les usines aux architectures babyloniennes dans l’emmêlement des fumées, les monuments nimbés du songe du passé, le désordre fourmillant des foules. Et c’est avec de tragiques et mouvants contrastes de blanc et noir, une bataille de lueurs et d’ombres : le Paquebot, la Bourse, La Cité du fer, le Haut-fourneau, la Colonnade, Les Maisons […]. Mais l’artiste se plaît aussi à recréer avec puissance des visions d’évangile et de légende. La richesse de ses facultés évocatrices apparaît alors quand il commente le drame du Calvaire, dans la Montée et le Golgotha, si simplement tragiques, et lorsqu’il fixe un rêve fabuleux et païen comme Plutarque et le Palais. »
Aux alentours de 1930, son graphisme se simplifie et commence à tendre au dépouillement,,,,. Le trait gravé laisse au blanc du papier un rôle de plus en plus important,. Jules Bosmant détecte l’origine de ce changement de style dans l'album qu’il réalise pour Mawet à Liège en 1929, Six aspects du Pays de Liège, et commente: « Voilà que peu à peu disparaissent de ses planches les personnages historiques ou symboliques, les décors exotiques, les évocations fabuleuses ; voilà que les formats s’assagissent, les retroussages trop habiles disparaissent, et la virtuosité complaisamment étalée ; et voilà surtout que viennent au premier plan les humbles paysans, les artisans, parmi lesquels il vit dans ce Sabaré rural qu’il a toujours habité, et surtout l’ample paysage qu’il a jusqu’alors regardé sans le voir, sans scruter son âme secrète, dont la grandeur l’a imprégné sans qu’il y soit attentif, et dont maintenant il s’éprend, il perçoit la beauté calme, le caractère d’éternité et qui va devenir la substance unique de toute l’œuvre à venir. »
Après 1945 le changement opéré vers le dépouillement est complet comme le décrit avec justesse Léon Koenig: « Les noirs, les encrages disparaissent, le trait seul joue un rôle, le fameux trait "qui tremble, vit et chante" et qui est à lui seul orage, inquiétude ou délice […] Tout système, tout métier a disparu. […] Il n’y a que du blanc, quelques grattes, c’est d’une simplicité déconcertante, c’est d’une simplicité exquise. »

### Peintures
Si l'œuvre gravé de Jean Donnay est clairement influencé par Rembrandt, l'œuvre peint se révèle, de son côté, profondément influencé par Auguste Donnay,. Leur commune préférence pour les demi-teintes constitue un point de rapprochement constant. Pierre Colman fournit quelques détails: « Dans sa peinture à l’huile, il se tient à une matière maigre, loin de tout empâtement, à l’exemple d’Auguste Donnay. Il ose parfois des accords de tons passablement déconcertants. Il ne plante pas son chevalet en pleine nature ; il construit ses tableaux à l’atelier sur base de croquis enlevés sur le motif, voire sur base d’une de ses propres gravures. » Enfin, Jacques Parisse finit d'informer sur ses influences: « En 1910 - il avait treize ans - Jean Donnay devint l'élève d'Auguste Donnay. Toute sa vie il allait professer pour le maître de Méry une admiration qui transparaît dans son œuvre (peint). Il aime aussi Corot, Gauguin, les œuvres chinoises et japonaises, parfois Maurice Denis. Dans ces admirations conjuguées on perçoit combien l'œuvre de Jean Donnay est tout entière vouée à la peinture des images simples de la vie, dans une sérénité teintée de mysticisme sans éclat, sans cérémonial, sans pompe et sans encens. En fait d'encens ce serait plutôt celui qui s'élève de la terre généreuse de son pays de Cheratte. »
En tant que peintre paysagiste, il privilégie avant tout les paysages de la Basse-Meuse : hameaux, lieux-dits, villages, ruisseaux, champs, arbres, etc.,,,, Ses compositions sont souvent structurées en plans étagés avec la ligne d'horizon placée très haut. La figure humaine est rarement présente dans ses paysages, et si elle apparaît, elle s'y intègre mal puisque le paysage tend à l'écraser ou la repousser,. Il réalise également des œuvres religieuses (qu'il transpose dans le paysage de la Basse-Meuse) et des portraits,,. Il est reconnu pour sa sobriété et sa simplicité, comme le décrit Arsène Soreil,: « Jean Donnay s'applique à fixer dans une sorte de "arrête-toi, tu es beau" des images de la vie aptes à dire plus qu'elles n'ont l'air de dire. Rien d'asséné ni d'appuyé ; un tel art honore, en chacun de nous, le bon entendeur. Nulle recherche d'éclat non plus ; un sotto voce, une lumière d'âme. Sobriété voulue, le plus souvent, de la matière ; frugalité et matité. Des contours francs, un jeu modéré des valeurs, quelque tremblé à l'occasion, rarement un débordement de champ, suggestif d'atmosphère. »

### Catalogue et musées
Dans la Monographie de l'art belge qu'il consacre à Jean Donnay en 1961, Léon Koenig fournit un inventaire partiel de son œuvre :
- 650 planches pour l’œuvre gravé.
- une centaine de peintures.
- d'innombrables dessins.

L'artiste a également réalisé des aquarelles dont il ne semble pas exister d'inventaire précis. Le catalogue publié en 1972 dans l'ouvrage Monographies de l'art wallon: Jean Donnay, peintre et graveur recense 809 planches pour l’œuvre gravé, et Le Delarge estime le nombre de gravures de Jean Donnay à plus de 900. Enfin, l'historien et écrivain Léon Linotte évalue le nombre de peintures à 200.
Des œuvres de Jean Donnay sont présentes dans les collections du Musée d'Art wallon et du Cabinet des Estampes et des Dessins de la ville de Liège,,,,,, collections maintenant regroupées au sein du Musée de La Boverie, mais aussi dans les collections de l'université de Liège, du Centre de la gravure et de l'image imprimée, du Musée de la Vie wallonne, de la Province de Liège, ainsi que des Cabinets des Estampes de la Bibliothèque royale de Belgique et de la Bibliothèque nationale de France,,,.

## Le professeur et ses élèves
Parmi ses anciens élèves, il convient d'insister sur son amitié avec Georges Comhaire, comme l'indique Pierre Colman: « Georges Comhaire. Ce fut son premier élève ; ce fut son successeur ; un recommencement, c’est frappant ! Après sa mise à la retraite, il allait le voir chaque semaine ; ils visitaient ensemble les expositions ; ils discutaient gravure, peinture et surtout littérature. Ils ont partagé des cimaises. Jean a fait à l’eau-forte le portrait de Georges. Georges a fait à l’huile le portrait de Jean. Et il a noté sur une de ses gravures "planche imprimée par Jean Donnay". Ils ne manquaient pas de se dédicacer leurs oeuvres l’un à l’autre. Ils s’offraient des livres : un exemplaire des Cahiers d’un artiste. Juin-novembre 1914 de Jacques-Émile Blanche, est passé de la bibliothèque d’Armand Rassenfosse à celle de Charles Delchevalerie, puis à celle de Jean Donnay, puis à celle de Georges Comhaire. »
Quelques élèves notables de Jean Donnay,,:
- Georges Comhaire (1909-2000)
- Jean Dols (1909-1993)
- Eva Herbiet (1913-1985)
- Roger Thomas (1912-1978)
- Maurice Wéry (1911-1978)

## Expositions

### Expositions individuelles
- 1921 : Cercle des beaux-arts, Liège[1],[4],[7],[10].
- 1924 : Exposition d'eaux-fortes, Rouen (France)[1],[4],[10].
- 1925 : Galerie Dietrich, Bruxelles[1],[4],[7],[10].
- 1926 : Galerie Fabre-Bénézit, Paris (France)[1],[2],[4],[6],[7],[10],[11].
- 1929 : Moderne Studio, Louvain[1],[2],[7],[10].
- 1928 : Galerie Fabre-Bénézit, Paris (France)[1],[2],[4],[6],[7],[8],[10],[11].
- 1931 : Galerie Fabre-Bénézit, Paris (France)[1],[2],[4],[6],[7],[8],[10],[11].
- 1933 : Galerie Fabre-Bénézit, Paris (France)[1],[2],[4],[6],[7],[8],[10],[11].
- 1936 : Galerie Fabre-Bénézit, Paris (France)[1],[2],[4],[6],[7],[8],[10],[11].
- 1938 : Galerie Fabre-Bénézit, Paris (France)[1],[2],[4],[6],[7],[8],[10],[11].
- 1951 : Donnay Jean, du 5 au 17 mai, Association pour le progrès intellectuel et artistique en Wallonie (A.P.I.A.W.), Liège[2],[4],[24].
- 1957 : Rétrospective Jean Donnay, du 23 novembre au 5 janvier 1958, Musée des beaux-arts de Liège, Liège[1],[2],[4],[5],[7],[8],[11],[14].
- 1965 : Hommage à Jean Donnay, Musée de l'art wallon, Liège[1],[2],[4],[11],[14].
- 1973 : Cheratte rend hommage à Jean Donnay, salons du Château Sarolea, Cheratte (Liège)[2],[8],[10].
- 1975 : Exposition Jean Donnay chez Gustave Liégeois, Battice (Liège)[25].
- 1979 : Rétrospective Jean Donnay, Musée de Nancy, Nancy (France)[1],[2],[11].
- 1980 : Arts 80 aux Chiroux et aux Dominicains. Hommage à Jean Donnay 1910-1980. 70 ans d'aquarelles, dessins, gravures, lavis, Maison de la culture Les Chiroux et Échevinat des affaires culturelles de la ville de Liège, Liège[1],[2].
- 1983 : Hommage à Jean Donnay, graveur. La collection d’une famille, Liège[2].
- 1987 : Hommage à Jean Donnay, peintre-graveur, 90 ans, Liège ; Jean Donnay. Le Pays de Herve et la Basse-Meuse. Dessins - Gravures - Peintures, Visé (Liège)[2].
- 1988 : Jean Donnay illustrateur, Victor Henrard, Liège[2].
- 1994 : Rétrospective de l'œuvre peint de Jean Donnay, Centre Culturel de Visé, Visé (Liège)[2],[4],[5].
- 2003 : Jean Donnay (paysages), Musée régional d'archéologie et d'histoire, Visé (Liège)[26],[27].
- 2005 : Jean Donnay (thématique religieuse), église de Cheratte-Bas, Cheratte (Liège)[26],[27].
- 2007 : Jean Donnay (thématique industrielle), Musée régional d'archéologie et d'histoire, Visé (Liège)[26],[27].
- 2009 : Jean Donnay (portraits), Musée régional d'archéologie et d'histoire, Visé (Liège)[26],[27].
- 2011 : Jean Donnay (vues de l'étranger), Musée régional d'archéologie et d'histoire, Visé (Liège)[26],[27].
- 2017 : Jean Donnay, chantre de la Basse-Meuse, du 21 avril au 7 mai, Ancienne école communale de Cheratte, Cheratte (Liège)[28].

### Expositions collectives
En plus des expositions collectives listées, des œuvres de Jean Donnay ont été exposées lors de différentes expositions à Monza, Barcelone, New York, Londres, Berlin, Košice, Kaunas, Prague, Paris, Buenos Aires, Stockholm, Bâle, Moscou, Genève, Berne, Montréal, Leipzig, etc.,,,,
- 1926 : Catalogue of an Exhibition of Liège Engraving, Brighton (Angleterre)[2],[17].
- 1930 : Contemporary Belgian Painting, Graphic Art and Sculpture, mai, Art Institute of Chicago, Chicago (États-Unis)[29].
- 1932 : Salon d'Art wallon contemporain, du 30 avril au 31 mai, Palais des Beaux-Arts, Liège[30] ; Membre du groupe d’artistes représentant la Belgique à la Biennale de Venise, Venise (Italie)[1],[8],[10],[11].
- 1933 : Le Visage de Liège, du 23 septembre au 23 octobre, Palais des Beaux-Arts, Liège[30].
- 1936 : Membre du groupe d’artistes représentant la Belgique à la Biennale de Venise, Venise (Italie)[1],[8],[10],[11].
- 1938 : La Jeune Gravure Contemporaine, Exposition organisée à l’occasion du dixième anniversaire de la fondation du groupe, Paris (France)[1],[8],[10],[11].
- 1939 : Cent ans d’art wallon. La gravure liégeoise, Liège[2],[31].
- 1940 : Salon quadriennal de Belgique, du 21 septembre au 21 octobre, Palais des Beaux-Arts, Liège[1],[2],[4],[7],[30].
- 1945 : Salon quatriennal & Artistes vivants, collections privées, architecture et urbanisme, du 1er au 21 septembre, Musée des Beaux-Arts, Liège[30].
- 1947 : Graveurs liégeois, du 5 au 16 janvier, Association pour le progrès intellectuel et artistique en Wallonie (A.P.I.A.W.), Liège[4],[24].
- 1948 : Salon d’art moderne et contemporain, Société royale des Beaux-Arts, Liège[2].
- 1950 : Le groupe "10 Pointes et Brosses", du 4 au 16 novembre, Association pour le progrès intellectuel et artistique en Wallonie (A.P.I.A.W.), Liège[2],[4],[24] ; Dix artistes liégeois, La Louvière (Hainaut)[2] ; Esposizione internazionale di arte sacra, Rome (Italie)[2].
- 1952 : Salon 1952. Collections particulières liégeoises et verviétoises, Société royal des Beaux-Arts, Liège[2].
- 1953 : Salon quatriennal de Belgique, Liège[1],[2],[4],[7].
- 1958 : L’Art belge contemporain, Exposition universelle et internationale, Bruxelles[1],[2],[11] ; Hedendaagse graveerkunst in België, Hasselt (Limbourg)[2].
- 1959 : Grafische kunst en kunstambachten uit Luik, Tongres (Limbourg)[2].
- 1961 : Le Cabinet des estampes. Trente années d’acquisition. 1930-1960, Bibliothèque royale Albert Ier, Bruxelles[2] ; Guerre à la guerre, 100 oeuvres originales d’art graphique exposées à la librairie La Proue, Bruxelles[2].
- 1964 : 125e anniversaire de l'Académie royale des Beaux‑Arts, du 11 avril au 10 mai, Musée des Beaux-Arts, Liège[2],[31].
- 1965 : Vingt-ans d’A.P.I.A.W.. Salon du vingtième anniversaire, Liège[1],[2],[11].
- 1970 : Gravures au pays de Liège. Estampes, verre, armes, Stavelot (Liège) et Liège[2],[31].
- 1972 : Hommage à Jean Donnay et à Georges Comhaire, Musée de l'Abbaye de Stavelot, Stavelot (Liège)[1],[2],[8],[11],[14].
- 1973 : De Ingres à Paul Delvaux, Bruxelles[2] ; Peintres de la Meuse et de ses affluents, Bruxelles[2].
- 1974 : De Ensor à Delvaux. Peinture belge moderne, Abbaye de Val-Dieu, Aubel (Liège)[1],[2].
- 1975 : Une certaine idée de la Wallonie. La Vie wallonne. 75e anniversaire, Liège[2] ; Illustrateurs liégeois, Liège[2].
- 1980 : Cent cinquante ans de vie artistique. Documents et témoignages d’académiciens membres de la Classe des Beaux-Arts présentés à l’occasion du cent cinquantième anniversaire de l’indépendance de la Belgique, Bruxelles[2] ; Vies de femmes 1830-1980, Bruxelles[2].
- 1981 : Salon noir et blanc, Galerie Gustave Drisket, Liège[31].
- 1984 : du 26 juin au 19 août, Cabinet des Estampes et des Dessins, Liège[31].
- 1986 : La thématique religieuse dans l’art belge (1875-1985), Bruxelles[2].
- 1992 : Le Cercle royal des Beaux-Arts de Liège 1892-1992, du 18 septembre au 20 avril 1993, Cercle royal des Beaux-Arts, Liège[11].
- 1996 : 125 ans d'art liégeois - peinture, sculpture, gravure en province de Liège 1870‑1995, du 27 novembre au 31 janvier 1997, ING Espace Culturel, Liège[31].
- 2008 : Coups de cœur estampés, du 26 juin au 14 septembre, Cabinet des Estampes, Liège[31].
- 2021 : La nature en gravures, chapelle des Sépulcrines, Visé (Liège)[32].
- 2022 : Chefs-d'œuvre, du 6 au 28 août, Eglise du Grand Séminaire, Liège ; Sur les pas de saint Hubert, du 22 octobre au 13 novembre, Place de l'Abbaye 6, Saint-Hubert[33].

## Prix et distinctions
- 1914 : médaille du cours d'Art Décoratif de l'Académie royale des beaux-arts de Liège[2],[4],[8].
- 1920 : prix Léopold Donnay[15] de peinture[1],[2],[4],[8].
- 1923 : prix Triennal de peinture[2],[4],[5],[8].
- 1926 : prix Marie de gravure[2],[4].
- 1928 : prix du Trianon (Art Wallon)[1],[2],[4],[7],[11].
- 1929 : diplôme d'honneur de 1re classe à l'Exposition internationale de Barcelone[1],[2],[7],[11].
- 1946 : prix de la Province de Liège[1],[2],[4],[7],[10],[11].
- 1972 : prix septennal de la Province de Liège[1],[2],[4],[8],[10],[11].
- 1973 : nommé membre de la classe des Beaux-Arts de l'Académie royale de Belgique[2],[6],[10].

## Décorations
- Chevalier de l'ordre de la Couronne (1930)[2].
- Grand officier de l'ordre de Léopold (1984)[2].

## Réception critique
« La grande gravure aura été, pour Jean Donnay, l'exercice par excellence de sa virile présence au monde du travail tel qu'est amené à se le définir le citadin, ouvrier, cadre, usinier, politicien et sociologue, conscient de l'irréversible engagement industriel et machiniste de nos sociétés. À tort ou à raison, je rattacherais à cette modalité de représentation de l'homme le "Chemin de croix" lui-même, volontariste et monumental plus que traditionnel et attendri. Toute personnalité un peu riche est ouverte à plus d'une perspective, à des voies poétiques diverses. Ainsi de Jean Donnay, talent souple et à même de se prêter. Quoi qu'il en soit, sa production peinte est, par privilège, le lieu de son message le plus confidentiel. Gageons que, mieux le peintre sera exploré, mieux sa peinture s'imposera à égalité avec sa gravure. »,

— Arsène Soreil

« [...] L'art de Jean Donnay a des beautés si secrètes que je ne rougirais pas de ne les pouvoir nommer. D'une bicoque, d'un rien, il fait un monde. Paul Fierens a défini un jour ainsi le talent de Jean Donnay : "Un trait qui tremble, qui vit et qui chante". Le trait de Donnay et le mot de Fierens, je ne connais rien de plus adéquat. [...] Le lyrisme fougueux des grandes planches, comment ne pas l'admirer ? Comment n'être pas ému par cet emploi certes spectaculaire des noirs, le mouvement grandiose des compositions, l'inépuisable renouvellement de la taille, son invention jaillissante, l'humanité de la plupart des estampes et leur souci de toujours exprimer ? »

— Léon Koenig